# Gonca Vuslateri
Gonca Vuslateri est une actrice turque, née le 2 septembre 1986 à Bursa.

## Filmographie

### Cinéma
- 2009 : Bornova Bornova (tr) de İnan Temelkuran (tr) : Ceren
- 2011 : Kaybedenler Kulübü (tr) de Tolga Örnek (tr) : Yurttaki Kiz
- 2015 : Bizans Oyunları de Gani Müjde (tr) : Klitorya
- 2018 : Hedefim Sensin de Kivanç Baruönü : Hakan Algül
- 2018 : Düğün Salonu de Hakan Algül : Buse

### Télévision
- 2008-2010 : Canim ailem (série télévisée) : Nurcan
- 2010-2011 : Küçük Sırlar (tr) (série télévisée) : Ceyla
- 2012-2014 : Yalan Dünya (série télévisée) : Eylem / Vasfiye Teyze
- 2016 : Mother (série télévisée) : Sule Akçay
- 2022 : Tête chaude (série télévisée) : Yasemin
- 2024 : Leyla Hayat Ask Adalet (série télévisée) : Nur

## Distinctions
- Prix Sadri Alışık (tr) 2011 : prix spécial Anadolu Efes
- Papillons d'or 2013 : Papillon d'or de la meilleure actrice de comédie pour Yalan Dünya
- Prix Bilkent de la télévision 2014 : meilleure actrice de série comique pour Yalan Dünya
- Prix Sadri Alışık (tr) 2019 : meilleure actrice dans un second rôle dans un film de comédie pour Düğün Salonu